# Discoteuthis
Discoteuthis is een geslacht van inktvissen uit de  familie Cycloteuthidae.

## Soorten
- Discoteuthis discus Young & Roper, 1969
- Discoteuthis laciniosa Young & Roper, 1969